# Korea Południowa na Letnich Igrzyskach Olimpijskich 1992
Koreę Południową na Letnich Igrzyskach Olimpijskich 1992 reprezentowało 226 zawodników: 154 mężczyzn i 72 kobiety. Był to 11 start reprezentacji Korei Południowej na letnich igrzyskach olimpijskich.

## Zdobyte medale
| Medal  | Zawodnik | Dyscyplina           | Konkurencja                                | Rezultat                                                                                         |
| ------ | --- | -------------------- | ------------------------------------------ | ------------------------------------------------------------------------------------------------ |
| Złoto  | Chung So-young, Hwang Hye-young | Badminton            | gra podwójna kobiet                        | w finale pokonały Chiński debel Guan Weizhen, Nong Qunhua 2:1 (18:16, 12:15, 15:13)              |
| Złoto  | Kim Moon-soo, Park Joo-bong | Badminton            | gra podwójna mężczyzn                      | w finale pokonali duet z Indonezji Rudy Gunawan, Eddy Hartono 2:0 (15:11, 15:7)                  |
| Złoto  | Kim Mi-jung | Judo                 | waga do 72 kg kobiet                       | w finale pokonała Japonkę Yōko Tanabe                                                            |
| Złoto  | Hwang Young-cho | Lekkoatletyka        | maraton mężczyzn                           | 2:13:23 h                                                                                        |
| Złoto  | Cho Youn-jeong | Łucznictwo           | kobiety indywidualnie                      | w finale pokonała rodaczkę Kim Soo-nyung 112:106                                                 |
| Złoto  | Cho Youn-jeong, Kim Soo-nyung, Lee Eun-gyeong | Łucznictwo           | kobiety drużynowo                          | w finale pokonały zespół Chin 236:224                                                            |
| Złoto  | Moon Hyang-ja, Nam Eun-young, Lee Ho-youn, Lee Mi-young, Hong Jeong-ho, Lim O-kyeong, Min Hye-sook, Park Jeong-lim, Oh Sung-ok, Jang Ri-ra, Kim Hwa-sook, Park Kap-sook, Cha Jae-kyung | Piłka ręczna         | turniej kobiet                             | w finale pokonały zespół Norwegii 28:21                                                          |
| Złoto  | Chun Byung-kwan | Podnoszenie ciężarów | waga do 56 kg                              | 287,5 kg                                                                                         |
| Złoto  | Yeo Kab-soon | Strzelectwo          | karabin pneumatyczny 10 m kobiet           | 498,2 pkt                                                                                        |
| Złoto  | Lee Eun-chul | Strzelectwo          | karabin małokalibrowy, leżąc 50 m mężczyzn | 702,5 pkt                                                                                        |
| Złoto  | An Han-bong | Zapasy               | waga do 57 kg styl klasyczny               | w finale pokonał Niemca Rıfata Yıldıza                                                           |
| Złoto  | Park Jang-sun | Zapasy               | waga do 74 kg styl wolny                   | w finale pokonał Amerykanina Kenny'ego Mondaya                                                   |
| Srebro | Bang Soo-hyun | Badminton            | gra pojedyncza kobiet                      | w finale przegrała z Indonezyjką Susi Susanti 1:2 (11:5, 5:11, 3:11)                             |
| Srebro | Yoon Hyun | Judo                 | waga do 60 kg mężczyzn                     | w finale przegrał z zawodnikiem z WNP Nazima Hüseynova                                           |
| Srebro | Kim Soo-nyung | Łucznictwo           | kobiey indywidualnie                       | w finale uległa rodacze Cho Youn-jeong 106:112                                                   |
| Srebro | Chung Jae-hun | Łucznictwo           | mężczyźni indywidualnie                    | w finale przegrał z Francuzem Sébastianem Flute 107:110                                          |
| Srebro | Kim Jong-sin | Zapasy               | waga do 48 kg styl wolny                   | w finale uległ Kim Ilowi z Korei Północnej                                                       |
| Brąz   | Gil Young-ah, Shim Eun-jung | Badminton            | gra podwójna kobiet                        | w półfinale przegrały w deblem chińskim Guan Weizhen, Nong Qunhua 1:2 (12:15, 15:2, 8:15)        |
| Brąz   | Hong Sung-sik | Boks                 | waga lekka (do 60 kg)                      |                                                                                                  |
| Brąz   | Lee Seung-bae | Boks                 | waga średnia (do 75 kg)                    | w półfinale przegrał z Kubańczykiem Arielem Hernándezem                                          |
| Brąz   | Yu Og-yeol | Gimnastyka           | skok przez konia mężczyzn                  | 9,762 pkt                                                                                        |
| Brąz   | Chung Hoon | Judo                 | waga do 71 kg mężczyzn                     | w walce o brązowy medal pokonał Francuza Bruno Carabetta                                         |
| Brąz   | Kim Byung-joo | Judo                 | waga do 78 kg mężczyzn                     | w walce o brązowy medal pokonał Belga Johana Laatsa                                              |
| Brąz   | Hyun Jung-hwa | Tenis stołowy        | gra pojedyncza kobiet                      | w półfinale przegrała z Chinką Deng Yaping 0:3 (6:21, 19:21, 17:21)                              |
| Brąz   | Hong Cha-ok, Hyun Jung-hwa | Tenis stołowy        | gra podwójna kobiet                        | w półfinale przegrały z Chińską parą Deng Yaping, Qiao Hong 1:3 (21:17, 17:21, 17:21, 12:21)     |
| Brąz   | Kim Taek-soo | Tenis stołowy        | gra pojedyncza mężczyzn                    | w półfinale uległ Francuzowi Jeanowi-Philippe'owi Gatienowi 0:3 (9:21, 18:21, 19:21)             |
| Brąz   | Kang Hee-chan, Lee Chul-seung | Tenis stołowy        | gra podwójna mężczyzn                      | w półfinale ulegli Niemcom: Steffenowi Fetznerowi i Jörgowi Roßkopfowi 0:3 (15:21, 22:24, 20:22) |
| Brąz   | Kim Taek-soo, Yoo Nam-kyu | Tenis stołowy        | gra podwójna mężczyzn                      | w półfinale ulegli Chińczykom Lü Lin, Wang Tao 1:3 (21:13, 17:21, 13:21, 15:21)                  |
| Brąz   | Min Gyeong-gap | Zapasy               | waga do 52 kg styl klasyczny               | w walce o brązowy medal pokonał Amerykanina Shwana Sheldona                                      |

## Skład kadry

### Badminton
Kobiety
- Bang Soo-hyun – gra pojedyncza – 2. miejsce,
- Lee Heung-sun – gra pojedyncza – 5. miejsce,
- Chung So-young, Hwang Hye-young – gra podwójna – 1. miejsce,
- Gil Young-ah, Shim Eun-jung – gra podwójna – 3. miejsce,

Mężczyźni
- Kim Hak-gyun – gra pojedyncza – 5. miejsce,
- Lee Gwang-jin – gra pojedyncza – 33. miejsce,
- Kim Moon-soo, Park Joo-bong – gra podwójna – 1. miejsce,
- Lee Sang-bok, Son Jin-hwan – gra podwójna – 5. miejsce,

### Boks
Mężczyźni
- Jo Dong-beom waga papierowa do 48 kg – 9. miejsce,
- Han Gwang-hyeong waga musza do 52 kg – 17. miejsce,
- Park Deok-gyu waga piórkowa do 57 kg – 5. miejsce,
- Hong Sung-sik waga lekka do 60 kg – 3. miejsce,
- Kim Jae-gyeong waga lekkopółśrednia do 63,5 kg – 17. miejsce,
- Jeon Jin-cheol waga półśrednia do 67 kg – 9. miejsce,
- Choi Gi-su waga lekkośrednia do 71 kg – 17. miejsce,
- Lee Seung-bae waga średnia do 75 kg – 3. miejsce,
- Go Yo-da waga półciężka do 81 kg – 9. miejsce,
- Chae Seong-bae waga ciężka do 91 kg – 9. miejsce,
- Jeong Seung-won waga superciężka powyżej 91 kg – 9. miejsce,

### Gimnastyka
Kobiety
- Lee Hui-gyeong

wielobój indywidualnie – 86. miejsce,
ćwiczenia wolne – 90. miejsce,
skok przez konia – 37. miejsce,
ćwiczenia na poręczach – 74. miejsce,
ćwiczenia na równoważni – 76. miejsce,
- Min A-yeong

wielobój indywidualnie – 88. miejsce,
ćwiczenia wolne – 89. miejsce,
skok przez konia – 83. miejsce,
ćwiczenia na poręczach – 91. miejsce,
ćwiczenia na równoważni – 85. miejsce,
- Yun Byeong-hui – gimnastyka artystyczna – indywidualnie – 34. miejsce,
- Kim Yu-gyeong – gimnastyka artystyczna – indywidualnie – 35. miejsce,

Mężczyźni
- Lee Ju-hyeong

wielobój indywidualnie – 8. miejsce,
ćwiczenia wolne – 20. miejsce,
skok przez konia – 19. miejsce,
ćwiczenia na poręczach – 17. miejsce,
ćwiczenia na drążku – 61. miejsce,
ćwiczenia na kółkach – 39. miejsce,
ćwiczenia na koniu z łękami – 45. miejsce,
- Han Yun-su

wielobój indywidualnie – 9. miejsce,
ćwiczenia wolne – 36. miejsce,
skok przez konia – 47. miejsce,
ćwiczenia na poręczach – 24. miejsce,
ćwiczenia na drążku – 28. miejsce,
ćwiczenia na kółkach – 55. miejsce,
ćwiczenia na koniu z łękami – 69. miejsce,
- Yu Og-yeol

wielobój indywidualnie – 23. miejsce,
ćwiczenia wolne – 4. miejsce,
skok przez konia – 3. miejsce,
ćwiczenia na poręczach – 52. miejsce,
ćwiczenia na drążku – 35. miejsce,
ćwiczenia na kółkach – 13. miejsce,
ćwiczenia na koniu z łękami – 63. miejsce,
- Jeong Jin-su

wielobój indywidualnie – 45. miejsce,
ćwiczenia wolne – 13. miejsce,
skok przez konia – 47. miejsce,
ćwiczenia na poręczach – 29. miejsce,
ćwiczenia na drążku – 56. miejsce,
ćwiczenia na kółkach – 25. miejsce,
ćwiczenia na koniu z łękami – 84. miejsce,
- Han Gwang-ho

wielobój indywidualnie – 64. miejsce,
ćwiczenia wolne – 65. miejsce,
skok przez konia – 73. miejsce,
ćwiczenia na poręczach – 54. miejsce,
ćwiczenia na drążku – 67. miejsce,
ćwiczenia na kółkach – 66. miejsce,
ćwiczenia na koniu z łękami – 57. miejsce,
- Yeo Hong-cheol

wielobój indywidualnie – 81. miejsce,
ćwiczenia wolne – 72. miejsce,
skok przez konia – 11. miejsce,
ćwiczenia na poręczach – 67. miejsce,
ćwiczenia na drążku – 67. miejsce,
ćwiczenia na kółkach – 90. miejsce,
ćwiczenia na koniu z łękami – 78. miejsce,
- Lee Ju-hyeong, Han Yun-su, Yu Og-yeol, Jeong Jin-su, Han Gwang-ho, Yeo Hong-cheol – wielobój drużynowo – 8. miejsce,

### Hokej na trawie
Kobiety
- Yu Je-suk, Han Geum-sil, Jang Eun-jeong, Lee Seon-yeong, Lee Gwi-ju, Son Jeong-im, No Yeong-mi, Kim Gyeong-ae, Lee Eun-gyeong, Jang Dong-suk, Gwon Chang-suk, Yang Hye-suk, Lee Gyeong-hui, Gu Mun-yeong, Im Gye-suk, Jin Deok-san – 4. miejsce,

### Jeździectwo
- Mun Eun-jin – skoki przez przeszkody indywidualnie – 57. miejsce,
- Mun Hyeon-jin – skoki przez przeszkody indywidualnie – 67. miejsce,
- Kim Seung-hwan – skoki przez przeszkody indywidualnie – 82. miejsce,
- Yu Jeong-jae – skoki przez przeszkody indywidualnie – 83. miejsce,
- Mun Eun-jin, Mun Hyeon-jin, Yu Jeong-jae, Kim Seung-hwan – skoki przez przeszkody drużynowo – nie ukończyli konkurencji,
- Choi Myeong-jin – Wszechstronny konkurs Konia Wierzchowego indywidualnie – 20. miejsce,

### Judo
Kobiety
- Yu Hui-jun waga do 48 kg – 20. miejsce,
- Kim Eun-hui waga do 52 kg – 9. miejsce,
- Jung Sun-yong waga do 56 kg – 9. miejsce,
- Gu Hyeon-suk waga do 61 kg – 5. miejsce,
- Park Ji-yeong waga do 66 kg – 20. miejsce,
- Kim Mi-jung waga do 72 kg – 1. miejsce,
- Mun Ji-yun waga powyżej 72 kg – 16. miejsce,

Mężczyźni
- Yoon Hyun waga do 60 kg – 2. miejsce,
- Kim Sang-mun waga do 65 kg – 7. miejsce,
- Chung Hoon waga do 71 kg – 3. miejsce,
- Kim Byung-joo waga do 78 kg – 3. miejsce,
- Yang Jong-ok waga do 86 kg – 7. miejsce,
- Yun Sang-sik waga do 95 kg – 13. miejsce,
- Kim Geon-su waga powyżej 95 kg – 17. miejsce,

### Kajakarstwo
Mężczyźni
- Gang Gi-jin – K-1 500 m – odpadł w repesażach,
- Park Gi-jeong – K-1 1000 m – odpadł w repesażach,
- Ju Jong-gwan, Park Gi-jeong

K-2 500 m – odpadł w repesażach,
K-2 1000 m – nie ukończyli wyścigu,
- Ju Jong-gwan, Gang Gi-jin, Lee Yong-cheol, Park Byeong-hun – K-4 1000 m – odpadli w eliminacjach,
- Park Chang-gyu

C-1 500 m – odpadł w półfinale,
C-2 1000 m – odpadł w półfinale

### Kolarstwo torowe
Mężczyźni
- Ji Seung-hwan, Kim Yong-gyu, Park Min-su, Won Chang-yong – wyścig na 4000 m na dochodzenie drużynowo – 14. miejsce,
- Park Min-Su – wyścig punktowy – odpadł w eliminacjach,

### Lekkoatletyka
Kobiety
- Lee Mi-ok – maraton – 25. miejsce,
- Lee Yeong-seon – rzut oszczepem – 22. miejsce,

Mężczyźni
- Lee Jin-il – bieg na 800 m – odpadł w eliminacjach,
- Kim Bong-yu – bieg na 1500 m – odpadł w eliminacjach,
- Hwang Young-cho – maraton – 1. miejsce,
- Kim Jae-ryong – maraton – 10. miejsce,
- Kim Wan-gi – maraton – 28. miejsce,
- Lee Jin-taek – skok wzwyż – 19. miejsce,
- Jo Hyeon-uk – skok wzwyż – 39. miejsce,
- Kim Cheol-gyun – skok o tyczce – nie sklasyfikowany (nie zaliczył żadnej wysokości w eliminacjach),
- Kim Gi-hun – rzut oszczepem – 28. miejsce,

### Łucznictwo
Kobiety
- Cho Youn-jeong – indywidualnie – 1. miejsce,
- Kim Soo-nyung – indywidualnie – 2. miejsce,
- Lee Eun-gyeong – indywidualnie – 14. miejsce,
- Cho Youn-jeong, Kim Soo-nyung, Lee Eun-gyeong – drużynowo – 1. miejsce,

Mężczyźni
- Chung Jae-hun – indywidualnie – 2. miejsce,
- Han Seung-Hun – indywidualnie – 15. miejsce,
- Im Hui-sik – indywidualnie – 20. miejsce,
- Chung Jae-hun, Han Seung-hun, Im Hui-sik – drużynowo – 5. miejsce,

### Pięciobój nowoczesny
Mężczyźni
- Lee Yeong-chan – indywidualnie – 21. miejsce,
- Kim Myeong-geon – indywidualnie – 38. miejsce,
- Kim In-ho – indywidualnie – 61. miejsce,
- Lee Yeong-chan, Kim Myeong-geon, Kim In-Ho – drużynowo – 13. miejsce,

### Piłka nożna
Mężczyźni
- Jo U-hyeon, Jeong Jae-gwon, Gwak Gyeong-geun, Han Jeong-guk, Jeong Gwang-seok, Gang Cheol, Kim Gwi-hwa, Lee Im-saeng, Lee Seung-hyeop, Na Seung-hwa, No Jeong-yun, Seo Jeong-won, Sin Beom-cheol, Sin Tae-yong – 11. miejsce,

### Piłka ręczna
Kobiety
- Moon Hyang-ja, Nam Eun-young, Lee Ho-youn, Lee Mi-young, Hong Jeong-ho, Lim O-kyung, Min Hye-sook, Park Jeong-lim, Oh Sung-ok, Jang Ri-ra, Kim Hwa-sook, Park Kap-sook, Cha Jae-kyung – 1. miejsce,

Mężczyźni
- Jo Beom-yeon, Jo Chi-hyo, Jo Yeong-sin, Choi Seok-jae, Jeong Gang-uk, Gang Jae-won, Lee Gi-ho, Lee Gyu-chang, Lee Seon-sun, Im Jin-seok, Mun Byeong-uk, Baek Sang-seo, Park Do-heon, Sim Jae-hong, Yun Gyeong-sin – 6. miejsce,

### Pływanie
Kobiety
- Lee Chang-ha

100 m stylem grzbietowym – 35. miejsce,
200 m stylem grzbietowym – 28. miejsce,
- Park Mi-yeong

100 m stylem klasycznym – 26. miejsce,
200 m stylem klasycznym – 23. miejsce,
Mężczyźni
- Bang Seung-hun

400 m stylem dowolnym – 32. miejsce,
1500 m stylem dowolnym – 26. miejsce,
- Ji Sang-jun

100 m stylem grzbietowym – 40. miejsce,
200 m stylem grzbietowym – 29. miejsce,

### Podnoszenie ciężarów
Mężczyźni
- Go Gwang-gu – waga do 52 kg – 4. miejsce,
- Chun Byung-kwan – waga do 56 kg – 1. miejsce,
- Kim Gwi-sik – waga do 60 kg – 12. miejsce,
- Choi Byeong-chan – waga do 75 kg – 11. miejsce,
- Yeom Dong-cheol – waga do 82,5 kg – nie sklasyfikowany – nie zaliczył żadnej udanej próby w rwaniu,
- Kim Byeong-chan – waga do 90 kg – 4. miejsce,
- Jeong Dae-jin – waga do 100 kg – 13. miejsce,
- Choi Dong-gil – waga do 100 kg – 16. miejsce,
- Jeon Sang-seok – waga do 110 kg – nie sklasyfikowany – nie zaliczył żadnej udanej próby w podrzucie,
- Kim Tae-hyeon – waga powyżej 110 kg – nie sklasyfikowany – nie zaliczył żadnej udanej próby w rwaniu,

### Siatkówka
Mężczyźni
- Ha Jong-hwa, Jin Chang-uk, Gang Seong-hyeong, Kim Byeong-seon, Kim Se-jin, Kim Wan-sik, Im Do-heon, Ma Nak-gil, No Jin-su, O Uk-hwan, Park Jong-chan, Sin Yeong-cheol – 9. miejsce,

### Strzelectwo
Kobiety
- Bang Hyeon-ju

pistolet pneumatyczny 10 m – 15. miejsce,
pistolet sportowy 25 m – 29. miejsce,
- Lee Seon-bok – pistolet pneumatyczny 10 m – 15. miejsce,
- Yeo Kab-soon – karabin pneumatyczny 10 m – 1. miejsce
- Lee Eun-ju – karabin pneumatyczny 10 m – 6. miejsce,
- Gang Myeong-a – karabin małokalibrowy, trzy pozycje 50 m – 24. miejsce,

Mężczyźni
- Kim Seon-il

pistolet pneumatyczny 10 m – 9. miejsce,
pistolet dowolny 50 m – 11. miejsce,
- Park Jong-sin

pistolet pneumatyczny 10 m – 33. miejsce,
pistolet dowolny 50 m – 33. miejsce,
- Chae Geun-bae – karabin pneumatyczny 10 m – 8. miejsce,
- Ji Jong-gu – karabin pneumatyczny 10 m – 21. miejsce,
- Lee Eun-chul

karabin małokalibrowy, trzy pozycje 50 m – 11. miejsce,
karabin małokalibrowy, leżąc 50 m – 1. miejsce,
- Cha Yeong-cheol

karabin małokalibrowy, trzy pozycje 50 m – 17. miejsce,
karabin małokalibrowy, leżąc 50 m – 18. miejsce,
Open
- Kim Geon-il – trap – 46. miejsce,

### Szermierka
Kobiety
- I Jeong-suk – floret indywidualnie – 16. miejsce,
- Sin Seong-ja – floret indywidualnie – 18. miejsce,
- Kim Jin-sun – floret indywidualnie – 37. miejsce,
- I Jeong-suk, Sin Seong-ja, Kim Jin-sun, Jang Mi-gyeong, Jeon Mi-gyeong – floret drużynowo – 10. miejsce,

Mężczyźni
- Yu Bong-hyeong – floret indywidualnie – 26. miejsce,
- Kim Yeong-ho – floret indywidualnie – 37. miejsce,
- Kim Seung-pyo – floret indywidualnie – 47. miejsce,
- Kim Yeong-ho, Kim Seung-pyo, Lee Ho-seong, Lee Seung-yong, Yu Bong-hyeong – floret drużynowo – 8. miejsce,
- Lee Sang-ki – szpada indywidualnie – 27. miejsce,
- Jang Tae-seok – szpada indywidualnie – 30. miejsce,
- Kim Jeong-gwan – szpada indywidualnie – 33. miejsce,
- Lee Sang-gi, Jang Tae-seok, Kim Jeong-gwan, Gu Gyo-dong, Lee Sang-yeop – szpada drużynowo – 10. miejsce,

### Tenis stołowy
Kobiety
- Hyun Jung-hwa – gra pojedyncza – 3. miejsce,
- Hong Sun-hwa – gra pojedyncza – 9. miejsce,
- Lee Jung-im – gra pojedyncza – 17. miejsce,
- Hong Cha-ok, Hyun Jung-hwa – gra podwójna – 3. miejsce,
- Hong Sun-hwa, Lee Jung-im – gra podwójna – 5. miejsce,

Mężczyźni
- Kim Taek-soo – gra pojedyncza – 3. miejsce,
- Yoo Nam-kyu – gra pojedyncza – 9. miejsce,
- Kang Hee-chan – gra pojedyncza – 17. miejsce,
- Kang Hee-chan, Lee Chul-seung – gra podwójna – 3. miejsce,
- Kim Taek-soo, Yoo Nam-kyu – gra podwójna – 3. miejsce,

### Tenis ziemny
Kobiety
- Kim Il-sun – gra pojedyncza – 33. miejsce,
- Kim Il-sun, Lee Jeong-myeong – gra podwójna – 17. miejsce,

Mężczyźni
- Jang Ui-jong – gra pojedyncza – 33. miejsce,
- Jang Ui-jong, Kim Chi-wan – gra podwójna – 17. miejsce,

### Wioślarstwo
Kobiety
- Lee Jae-nam, Kim Seong-ok – dwójka bez sternika – 13. miejsce,

### Zapasy
Mężczyźni
- Gwon Deog-yong – styl klasyczny waga do 48 kg – odpadł w eliminacjach,
- Min Gyeong-gap – styl klasyczny waga do 52 kg – 3. miejsce,
- An Han-bong – styl klasyczny waga do 57 kg – 1. miejsce,
- Heo Byeong-ho – styl klasyczny waga do 62 kg – odpadł w eliminacjach,
- Kim Seong-mun – styl klasyczny waga do 68 kg – odpadł w eliminacjach,
- Park Myeong-seok – styl klasyczny waga do 82 kg – odpadł w eliminacjach,
- Eom Jin-han – styl klasyczny waga do 90 kg – odpadł w eliminacjach,
- Song Seong-il – styl klasyczny waga do 100 kg – 8. miejsce,
- Kim Jong-sin – styl wolny waga do 48 kg – 2. miejsce,
- Kim Seon-hak – styl wolny waga do 52 kg – 4. miejsce,
- Kim Chun-ho – styl wolny waga do 57 kg – odpadł w eliminacjach,
- Sin Sang-gyu – styl wolny waga do 62 kg – 8. miejsce,
- Go Yeong-ho – styl wolny waga do 68 kg – 6. miejsce,
- Park Jang-sun – styl wolny waga do 74 kg – 1. miejsce,
- Kim Tae-u – styl wolny waga do 100 kg – 4. miejsce,
- Park Seong-ha – styl wolny waga do 130 kg – 8. miejsce,

### Żeglarstwo
Mężczyźni
- Seo Yong-geun – windsurfing – 27. miejsce,
- Yun Cheol, Jeong Seong-an – klasa 470 – 22. miejsce,